# Fort d’Arches

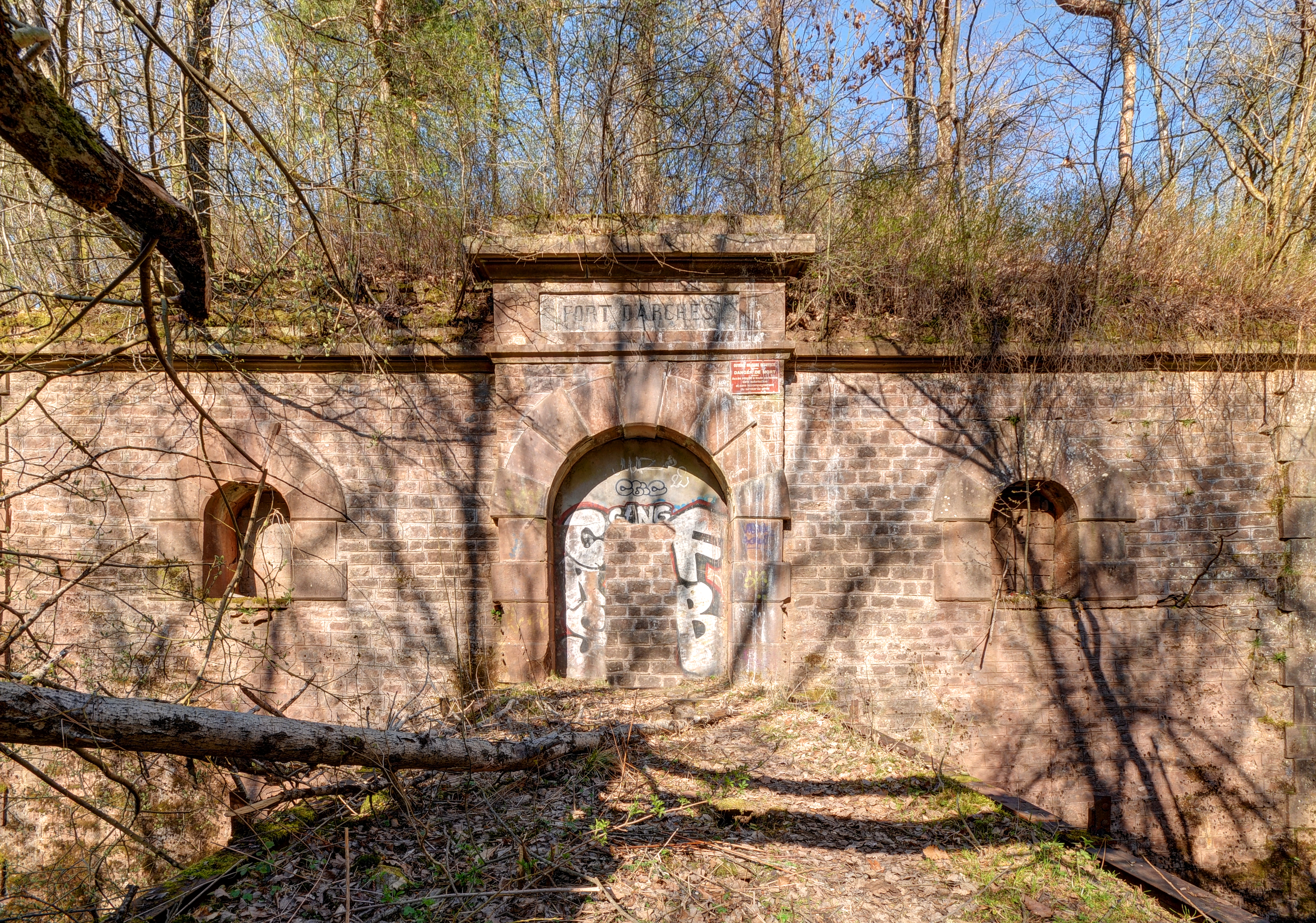
Eingang zum Fort

Das Fort d’Arches, kurzzeitig auch Fort de Berwick genannt, war Teil der Gürtelfestung Épinal und eins der modernsten und stärksten der 1. Kategorie in der 21. Region (21e corps d’armée).

## Benennung
Ursprünglich trug es den Namen Fort d’Arches, bis per Präsidialdekret vom 21. Januar 1887 der Kriegsminister Georges Boulanger umsetzte, dass alle Forts, befestigte Artillerieanlagen und Kasernen des Système Séré de Rivières die Namen von ehemaligen Militärkommandanten zu tragen hätten, weswegen das Fort dann den Namen Fort de Berwick nach dem Marschall von Frankreich James Fitzjames, 1. Duke of Berwick erhielt. Am 13. Oktober 1887 wurde das vom Nachfolger Boulangers, Théophile Ferron, mit der Note n° 14980 vom gleichen Datum rückgängig gemacht und das Fort erhielt seinen ursprünglichen Namen zurück.

## Das Bauwerk
Das Fort war eines der ersten, die im Bereich von Épinal gebaut wurden. Ursprünglich war es dem „Verteidigungsriegel der Obermosel“ (Rideau defensiv Haute Moselle) zugeteilt, die Zuständigkeit wechselte jedoch im Jahre 1900 zum Festen Platz Épinal. Es liegt auf einer Höhe von 475 Metern unterhalb der Gemeinden Arches und Pouxeux. Von hier aus kontrollierte es die Täler der Vologne und der Mosel und verteidigte den Bereich zwischen dem Fort de Parmont und dem Fort de la Mouche. Komplettiert wurde die Anlage durch eine Annexbatterie.
Es war eines der wenigen, die während des Zeitraums von 40 Jahren ständig verbessert und verstärkt wurden. 1876 wurde es als erstes mit einer Kasemattpanzerung aus laminiertem Stahl ausgestattet. Im Jahre 1889 war es das modernste Fort der französischen Armee und erhielt bereits zu diesem Zeitpunkt, gleichzeitig mit dem Fort du Bourdiau in Maubeuge ein Elektrizitätswerk. Es war außerdem das erste Fort, das 1896 mit einer Betonverstärkung versehen wurde, unmittelbar nachdem dieses Verfahren von der Armeeführung angenommen worden war.

### Baudaten und Kosten
- Bauzeit: 1. Juni 1875 bis 16. Oktober 1877
- Baukosten: 1.499.000 Goldfrancs

## Modernisierungen

### Geplante Modernisierungen
1893 bis 1894
- Ausstattung mit einer betonierten Bunkerkaserne, entweder:

a: Errichtung einer neuen Betonkaserne mit 252 Plätzen in der Kehle des Forts neben dem Saillant 1
oder
b: Verstärkung des Nordteils der vorhandenen (gemauerten) Friedenskaserne mit 300 Schlafplätzen durch eine Betonüberdeckung
- Verstärkung der wichtigsten Gänge im Fort durch Betonauskleidung
- Betonverstärkung der beiden gepanzerten Casemates Mougin und der beiden Einzel-Grabenkaponnieren
- Ersatz der Doppel-Grabenkaponniere durch eine Grabenstreiche.
- Einbau eines Doppel-Geschützpanzerturms Tourelle Galopin de 155 mm L modèle 1890
- Anschluss an des Netz der 60 cm Feldeisenbahn

1902
Neue Belüftung für die betonierten Abschnitte und das Elektrizitätswerk, in dem eine Gruppe Generatoren von Petroleummotoren angetrieben wurden.

### Durchgeführte Modernisierungen
- 1877 bis 1878: Einbau von zwei Casemates Mougin, ausgestattet mit je einer Canon de 138 modèle 1873–74 zur Sicherung des Vologne-Tals
- 1880: Bau einer optischen Signalstation
- 1880 bis 1881: Verkleidung der Grabenwände mit einer Steinschicht
- 1882: Bau eines zusätzlichen Pulvermagazins, Verbesserung der Unteroffiziersunterkunft
- 1889: Ausbau der Gräben um die Kaponnieren
- 1889 bis 1890: Verstärkung der Räume im Eingangsbereich, der Bäckerei und Teile des Hauptganges
- 1889 bis 1891: Bau eines Elektrizitätswerks unter den Räumen des Eingangsbereichs. Ausgestattet war dieses mit einer Dampfmaschine, die eine 15 PS Compound-Pilon Maschine antrieb, die auf einen vierpoligen Dynamo „Gramme Lemonnier Typ Dupleix“ wirkte. Die Stromstärke lag bei 150 Ampere, die Spannung bei 75 Volt.
- 1890 bis 1891: Bau eines Felsenmagazins in 10 Meter Tiefe. Vom Magazin führen zwei elektrisch angetriebene Lastenaufzüge mit einer Tragfähigkeit von je 600 kg in das Fort. Zum Antrieb diente ein Elektromotor vom Typ Sautter-Harlé mit 1750 Watt, 70 Volt und einer vom Typ Edoux mit 1400 Watt und 70 Volt. Bei Stromausfall konnten die Anlage von je vier Mann manuell betrieben werden. Das Magazin war durch einen 125 Meter langen Gang mit dem Kehlgraben verbunden.
- 1890 bis 1892: Anlegen von großflächigen Drahthindernissen rund um das Fort
- 1890 bis 1900: Bau einer Feldeisenbahn mit einer Spurweite von 60 cm zum Transport von Munition aus dem Inneren des Forts auf die Wälle
- 1895: Übergabe des Felsenmagazins an die Artillerie
- 1896 bis 1897: Einbau eines Tourelle Galopin de 155 mm L modèle 1890. Dieser war am 12. Oktober 1897 schussbereit.

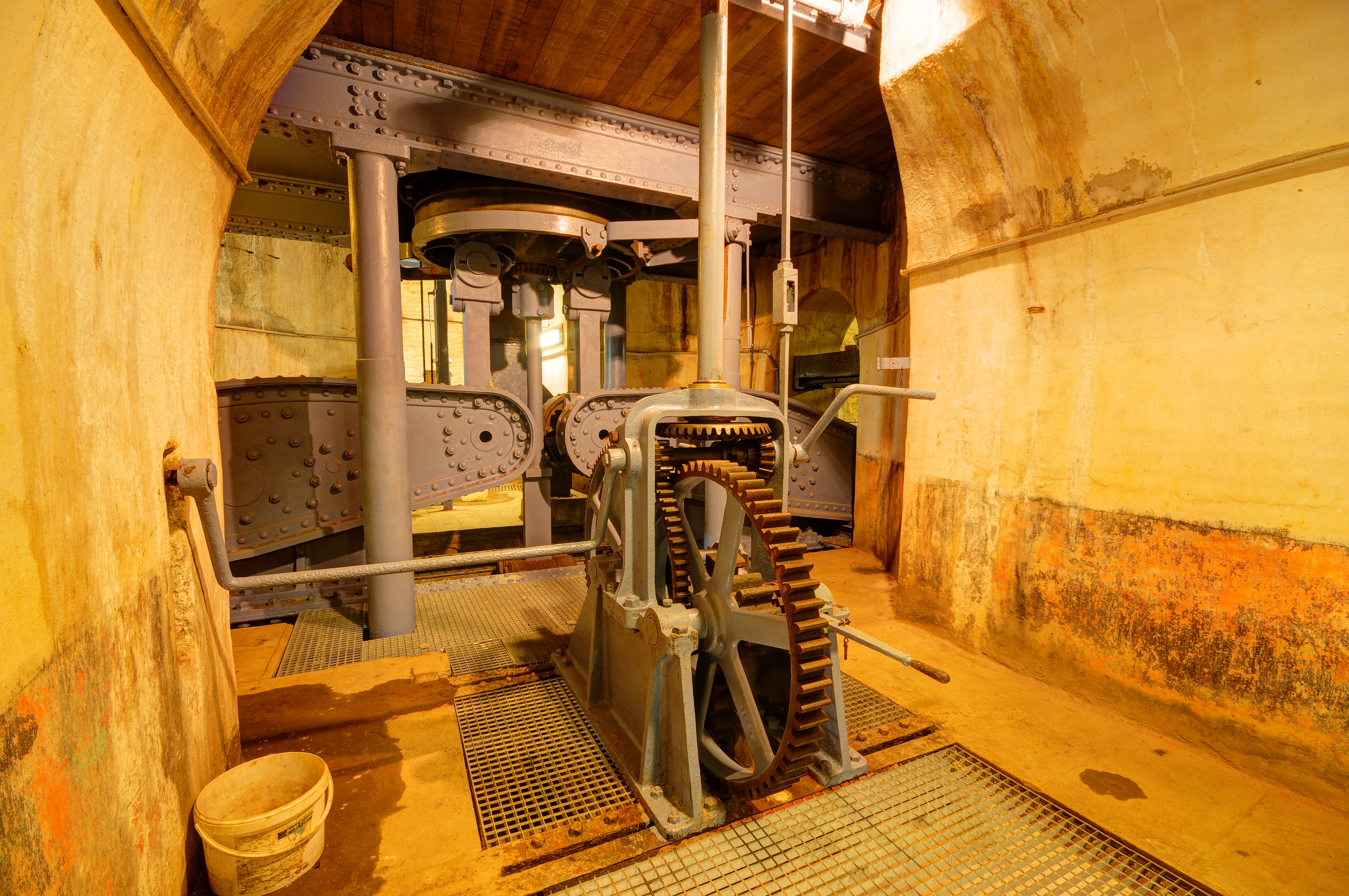
Inneres eines Tourelle Galopin de 155 mm L modèle 1890

1896 bis 1897: Verbesserung der optischen Signalstation und der Verbindungsgänge. Installation von drei Beobachtungspanzerkuppeln (Observatoire cuirassé), Bau von Gefechtsräumen für den Kommandanten. Installation der Beleuchtung, einer Krankenstation und eines Verpflegungslagers in einem ehemaligen Pulvermagazin.
- 1897 bis 1898: Bau einer betonierten Kaserne in der Kehle zwischen dem Eingang und dem Saillant 1. In ihr befanden sich sechs Unterkunftsräume mit je 50 Plätzen, eine Küche und Latrinen für die Mannschaften.
- 1898: Reparaturarbeiten am Mauerwerk in den Gräben
- 1900 bis 1901: Einbau elektrischer Beleuchtung (zu diesem Zeitpunkt waren noch 47 Petroleumlampen und Kerzenlampen im Gebrauch) und von vier Ventilatoren der Firma Genests & Herscher. Die Ventilatoren hatten einen Durchmesser von 30 und 40 Zentimetern und diente zur Belüftung der neuen Kaserne.
- 1900 bis 1902: Ersatz der Kaponnieren in der äußeren Grabenmauer durch Grabenwehren, Bau eines Ausganges aus dem Infanterieunterstand „Abri de Reimbrupt“ auf dem Wall, Bau von zwei betonierten Geschützplattformen für Kanonen Canon de 120 mm L modèle 1878 mit windenbetriebenen Munitionsaufzügen (so nur im Fort d’Arches), Verstärkung der Wallbrüstungen zum Schutz von Infanterie und Artillerie, Installation von 10 Guerités blindées
- 1900 bis 1903: Bau einer Reservewasserzisterne zur Versorgung der Dampfmaschine des Elektrizitätswerks, Installation von vier Maschinengewehrtürmen Tourelle de mitrailleuses modèle 1899. Diese waren im März 1903 schussbereit.
- 1900 – 1903 – 1911: Im Jahre 1900 hatte sich bereits gezeigt, dass der Geschützpanzerturm Tourelle Galopin de 155 mm L modèle 1890 der „Casemate Mougin“ in allen Belangen überlegen war. Man gab daher die beiden Kasematten auf. Sie wurden ausgebaut und eine der Stirnpanzerplatten als Verstärkung der Feuerleit- und Beobachtungspanzerkuppel für die Tourelle de 75 mm R modèle 1905 nach dem Fort de Dogny (Fester Platz Verdun) geschafft, wo sie eingebaut wurde. Der Rest der Panzerung, 27,2 t, blieb als Schrott zunächst an Ort und Stelle liegen und wurde 1912 für Ansprengversuche mit Melinit verwendet. Danach hat man die Teile an einen Schrotthändler verkauft.
- 1905 bis 1907: Einbau eines versenkbaren, gepanzerten Scheinwerferturms mit einem 90 cm Scheinwerfer Modell „Fresnel“ zur Ausleuchtung des Vorfeldes. Das Gerät wurde am 17. Oktober 1907 an die Artillerie übergeben.
- 1910: Installation von vier Azetylenprojektoren zur Ausleuchtung der Gräben
- 1913 bis 1914: Ersatz der Dampfmaschine des Elektrizitätswerkes durch drei Aster Stromerzeuger mit je 35 PS, die mit Öl oder Petroleum betrieben werden konnten. Verbesserung der elektrischen Belüftung in der neuen Betonkaserne mit stärkeren Ventilatoren. Installation von elektrischer Beleuchtung im gesamten Fort. Es wurden 304 Lampen zu 16 Candela in den Galerien und der Kaserne und 31 Lampen zu 10 Candela als Turmbeleuchtung eingebaut. Die Ventilation in der Kaserne, den Latrinen und im Elektrizitätswerk wurde durch den Einbau von 9 elektrischen Zuluft- und 7 elektrischen Absauggebläsen verbessert.

- 1914 bis 1915: Anschluss an das öffentliche Stromnetz zum Gebrauch in der Friedenszeit.

## Bewaffnung

### 1877
| Auf den Wällen | Unter Panzerschutz                                              | Grabenwehren                                                      | Externe Batterie                        |
| --- | --------------------------------------------------------------- | ----------------------------------------------------------------- | --------------------------------------- |
| 4 × Canon de 12 mle 1853–1859 4 × Canon de 138 modèle 1873–74 2 × Canon Reffye de 85 mm 3 × Canon de 4 modèle 1858 2 × Haubitzen 220 mm 4 × Mortier lisse de 22 | zwei Casemates Mougin, mit je einer Canon de 138 modèle 1873–74 | 4 × Canon à balles (Kartätschgeschütze) 4 × Canon Reffye de 85 mm | 2 × Canon à balles (Kartätschgeschütze) |
| Geschütze gesamt: 31 |                                                                 |                                                                   |                                         |

### 1879
| Auf den Wällen | Unter Panzerschutz                                             | Grabenwehren                                                      | Externe Batterie                        |
| --- | -------------------------------------------------------------- | ----------------------------------------------------------------- | --------------------------------------- |
| 3 × Canon de 120 mm L modèle 1878 5 × Canon de 138 modèle 1873–74 6 × Canon Reffye de 85 mm 3 × Canon de 4 modèle 1858 4 × Mortier lisse de 22 | zwei Casemates Mougin mit je einer Canon de 138 modèle 1873–74 | 4 × Canon à balles (Kartätschgeschütze) 4 × Canon Reffye de 85 mm | 2 × Canon à balles (Kartätschgeschütze) |
| Geschütze gesamt: 33 |                                                                |                                                                   |                                         |

### 1881
| Auf den Wällen | Unter Panzerschutz                                             | Grabenwehren                                                      | Externe Batterie          |
| --- | -------------------------------------------------------------- | ----------------------------------------------------------------- | ------------------------- |
| 4 × Canon de 155 mm L modèle 1877 7 × Canon de 138 modèle 1873–74 4 × Canon Reffye de 85 mm 4 × Mortier lisse de 22 | zwei Casemates Mougin mit je einer Canon de 138 modèle 1873–74 | 4 × Canon à balles (Kartätschgeschütze) 4 × Canon Reffye de 85 mm | 2 × Canon Reffye de 85 mm |
| Geschütze gesamt: 31                                                                                                |                                                                |                                                                   |                           |

### 1906
| Auf den Wällen                                                                           | Unter Panzerschutz | Grabenwehren                                                          | Externe Batterie |
| ---------------------------------------------------------------------------------------- | --- | --------------------------------------------------------------------- | ---------------- |
| 8 × Canon de 120 mm L modèle 1878 8 × Canon de 90 mm modèle 1877 4 × Mortier lisse de 22 | 1 Tourelle Galopin de 155 mm L modèle 1890 4 × Tourelle de mitrailleuses modèle 1899 3 × Observatoires cuirassé 10 × Guérites blindées | 4 × Canon revolver de 40 mm modèle 1879 4 × Canon de 12 mle 1853–1859 | nicht vorhanden  |
| Geschütze gesamt: 38                                                                     | |                                                                       |                  |

### 1912
| Auf den Wällen                                                                           | Unter Panzerschutz | Grabenwehren                                                          | Externe Batterie |
| ---------------------------------------------------------------------------------------- | --- | --------------------------------------------------------------------- | ---------------- |
| 8 × Canon de 120 mm L modèle 1878 8 × Canon de 90 mm modèle 1877 4 × Mortier lisse de 22 | 1 Tourelle Galopin de 155 mm L modèle 1890 4 × Tourelle de mitrailleuses modèle 1899 3 × Observatoires cuirassé 10 × Guerités blindées 1 × Tourelle de projecteur (Scheinwerferturm) | 4 × Canon revolver de 40 mm modèle 1879 4 × Canon de 12 mle 1853–1859 | nicht vorhanden  |
| Geschütze gesamt: 38                                                                     | |                                                                       |                  |

## Besatzung
- Die vorgesehene Kriegsbesatzung gemäß der Anordnung vom 30. Juli 1909 bestand aus:

Artilleriestab: 1 Offizier
Pionierstab: 3 Offiziere, 3 Unteroffiziere und Mannschaften, 4 Pferde
Intendantur: 1 Offizier
Infanterie: 4 Offiziere, 250 Unteroffiziere und Mannschaften des 170e régiment d’infanterie
Artillerie: 2 Offiziere, 210 Unteroffiziere und Mannschaften des „8e régiment d’artillerie à pied“ (8. Fußartillerieregiment)
Pioniere: 1 Offizier, 31 Unteroffiziere und Mannschaften des „11e régiment du genie“ (11. Pionierregiment)
Telegraphentruppe: 4 Mann
Gesamt: 11 Offiziere, 410 Unteroffiziere und Mannschaften, 6 Pferde

## Ausstattung bei Kriegsbeginn 1914
Unterkunft: unter verstärktem Schutz: 282 Sitzplätze, 380 Schlafplätze, dazu 147 Schlafplätze im gemauerten Bereich
Pulvermagazin: Kapazität 45 t Schwarzpulver
Kartuschmagazin: Kapazität 600.000 Stück
Küche: 3 Kochherde der Firma François Vaillant
Bäckerei: 1 gemauerter Backofen mit einer Leistung von 200 Brotportionen täglich, 1 transportabler Backofen mit einer Leistung von 180 Brotportionen täglich
Brunnen: 1 Brunnen mit elektrischer Pumpe zur Befüllung einer Zisterne mit einem Fassungsvermögen von 403 m³
Brücke: über den Kehlgraben führte eine einziehbare Brücke, die auf Schienen in den Tortunnel gezogen werden konnte.
Kommunikation: Optische Verbindung zum Fort de Bambois (7,28 km) und zum Fort de la Mouche (6,96 km) mit Hilf eines Lichtsignalapparats mit Petroleumlampe mit 24 cm Spiegel. Ein elektrischer Telegraph führte in die Zentrale nach Epinal und zum Fort du Parmont.
Beleuchtung: Elektrische- und Petroleumlampen im Inneren des Forts, Elektrische und Kerzenlampen in den Türmen, Azetylenlampen in den Grabenwehren.

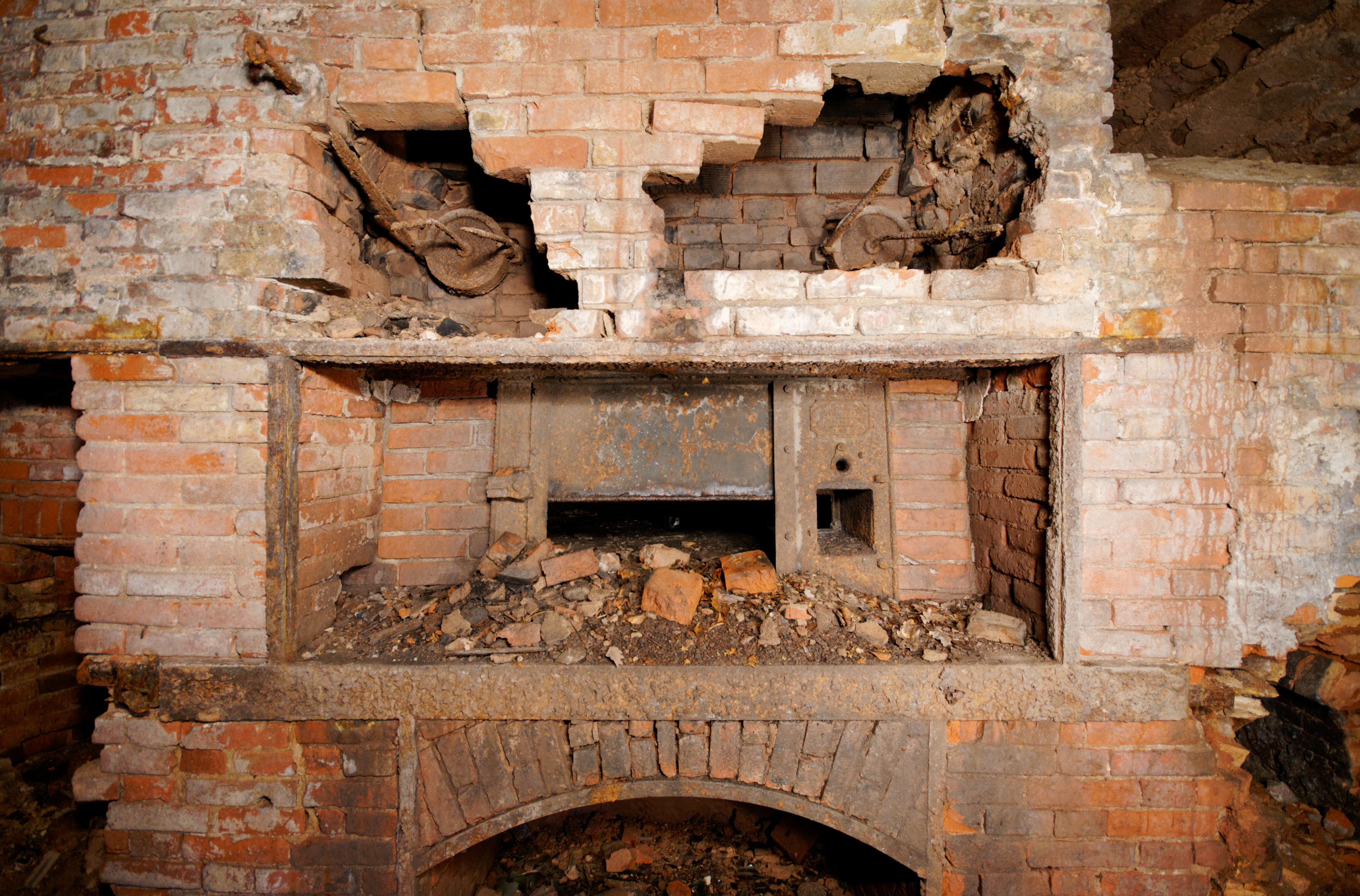
Der gemauerte Backofen
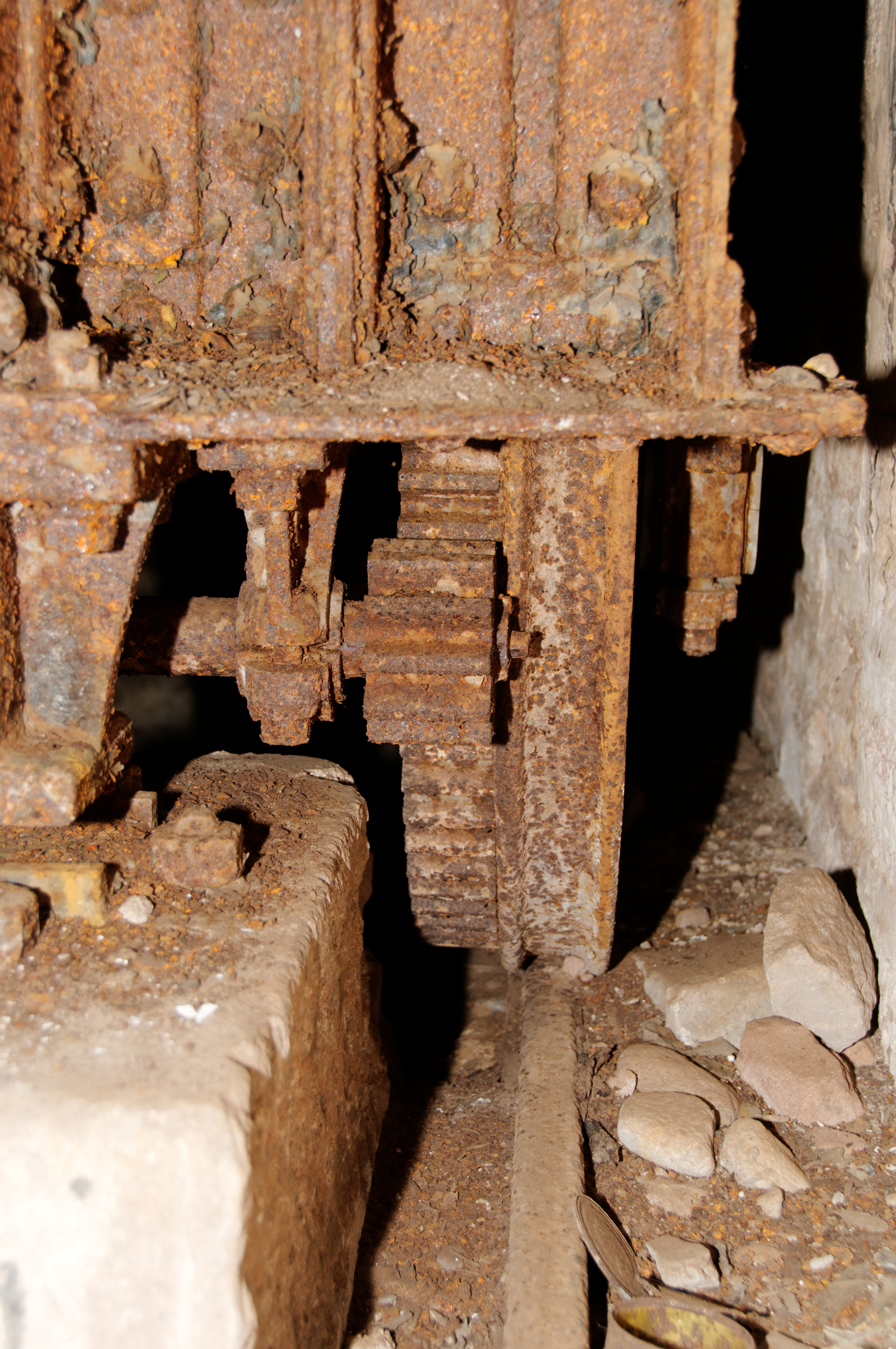
Schienen der einfahrbaren Torbrücke
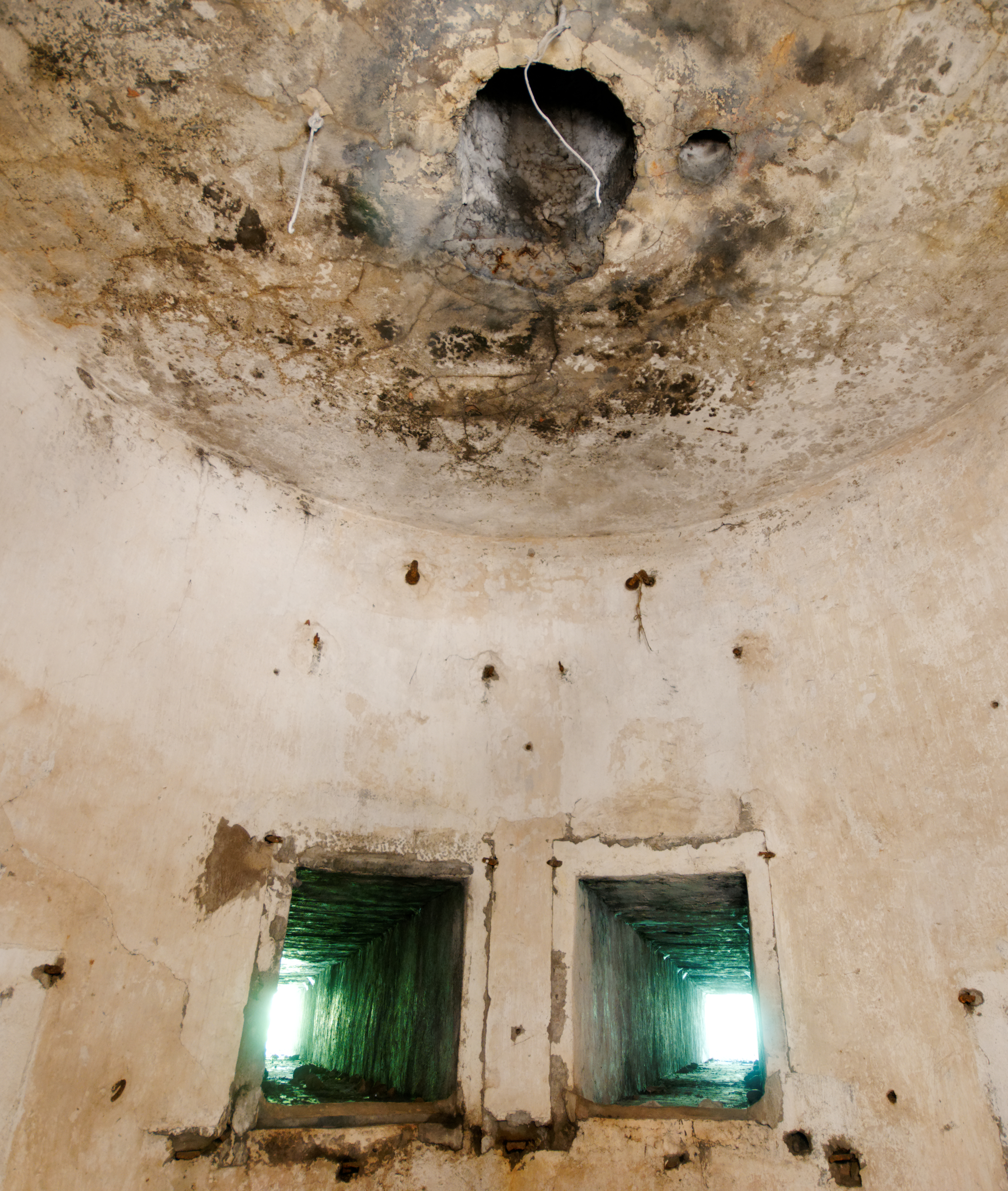
Optische Signalstation
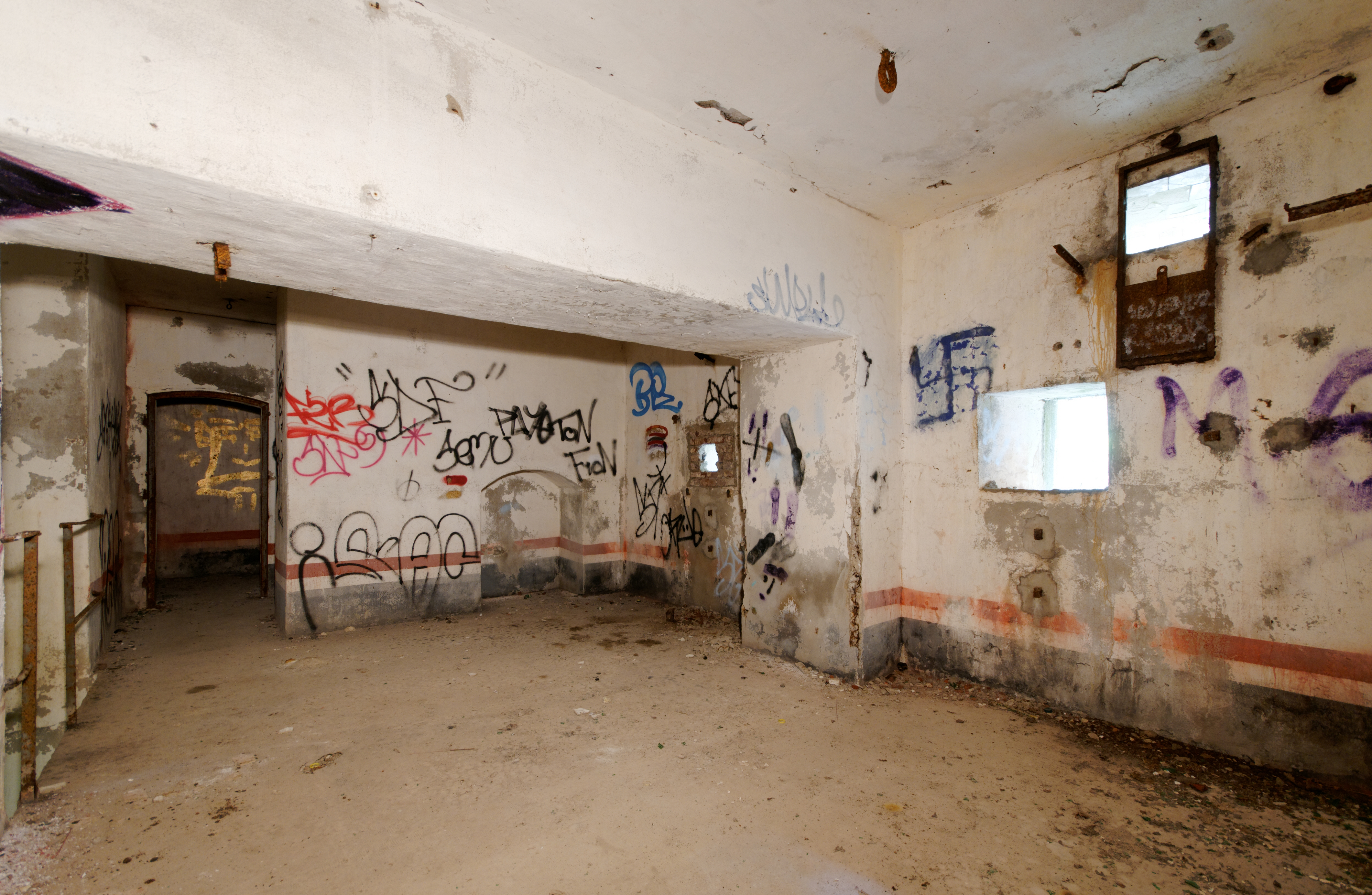
Inneres einer Grabenwehr. Links das Treppengeländer zum unterirdischen Zugang

### Bewaffnung
- 8 Canon de 120 auf Belagerungslafette (davon zwei auf betonierten Plattformen) mit je 700 Granaten
- 8 Canon de 90 mit je 600 Granaten
- 4 Mörser „mortar de 22“ mit je 300 Granaten
- 1 doppelter Geschützpanzerturm „Tourelle Galopin de 155 mm L modèle 1890“ mit 2000 Granaten (dazu zwei Ersatzrohre und eine Kommando-Panzerkuppel)[4]
- 2 Kommando-Panzerkuppeln mit Bedienelementen für die ausfahrbare Scheinwerferkuppel
- 10 gepanzerte Postenstände (Guérites blindées) auf den Wällen
- 1 Scheinwerferkuppel mit einem Manginspiegel-Scheinwerfer von 90 cm Durchmesser.
- 2 einfache Grabenwehren mit je einer fünfläufigen Revolverkanone vom Kaliber 40 mm mit je 1800 Granaten, eine „Canon de 12 mle 1853–1859“ mit 150 Granaten
- 1 doppelte Grabenwehr mit zwei sechsläufigen Revolverkanone Canon revolver de 40 mm modèle 1879 mit je 1800 Granaten zwei „Canon de 12 mle 1853–1859“ mit je 150 Granaten

## Erster Weltkrieg

### Besatzung 1916
169 Mann

### Bewaffnung
- Ende 1915:

1 Tourelle Galopin mit 380 Granaten
4 Maschinengewehrtürme ohne Munition
3 Grabenwehren mit zusammen 4 Revolverkanonen 40 mm und 4 Kanonen „de 12 culasse“ mit Munition
- Ende 1917:

1 Tourelle Galopin mit 2000 Granaten pro Geschütz
4 Maschinengewehrtürme mit Munition
3 Grabenwehren mit zusammen 4 Revolverkanonen 40 mm und 4 Kanonen „de 12 culasse“ mit Munition
8 feste Maschinengewehrstellungen zum Schutz eines eingebrochenen Mauerteils
einige Maschinengewehre zur Nahverteidigung

### Externe Anlagen
- keine (die Annexbatterie war aufgegeben worden)

## Zweiter Weltkrieg
Das Fort feuerte nur an einem Tag und ergab sich am 20. Juni 1940 den Deutschen. Diese stellten dann hier Geschütze auf, die das Fort de Longchamp und das Fort de Dogneville mit Störfeuer belegten. Im Jahre 1943 wurden durch die Organisation Todt alle Stahlteile entfernt und der Verschrottung zugeführt.

## Heutiger Zustand
Das Fort befindet sich in einem relativ erhaltenen Zustand, ist jedoch sich selbst überlassen und dem Verfall preisgegeben. Es gehört der Gemeinde Pouxeux und wird von der Lothringischen Naturparkverwaltung (Conservatoires d’espaces naturels de Lorraine) genutzt, um hier Fledertieren einen Unterschlupf zu gewähren. Das Betreten ist verboten.
Koordinaten: 48° 6′ 17″ N, 6° 32′ 55″ O